# ブリティッシュヒルズ

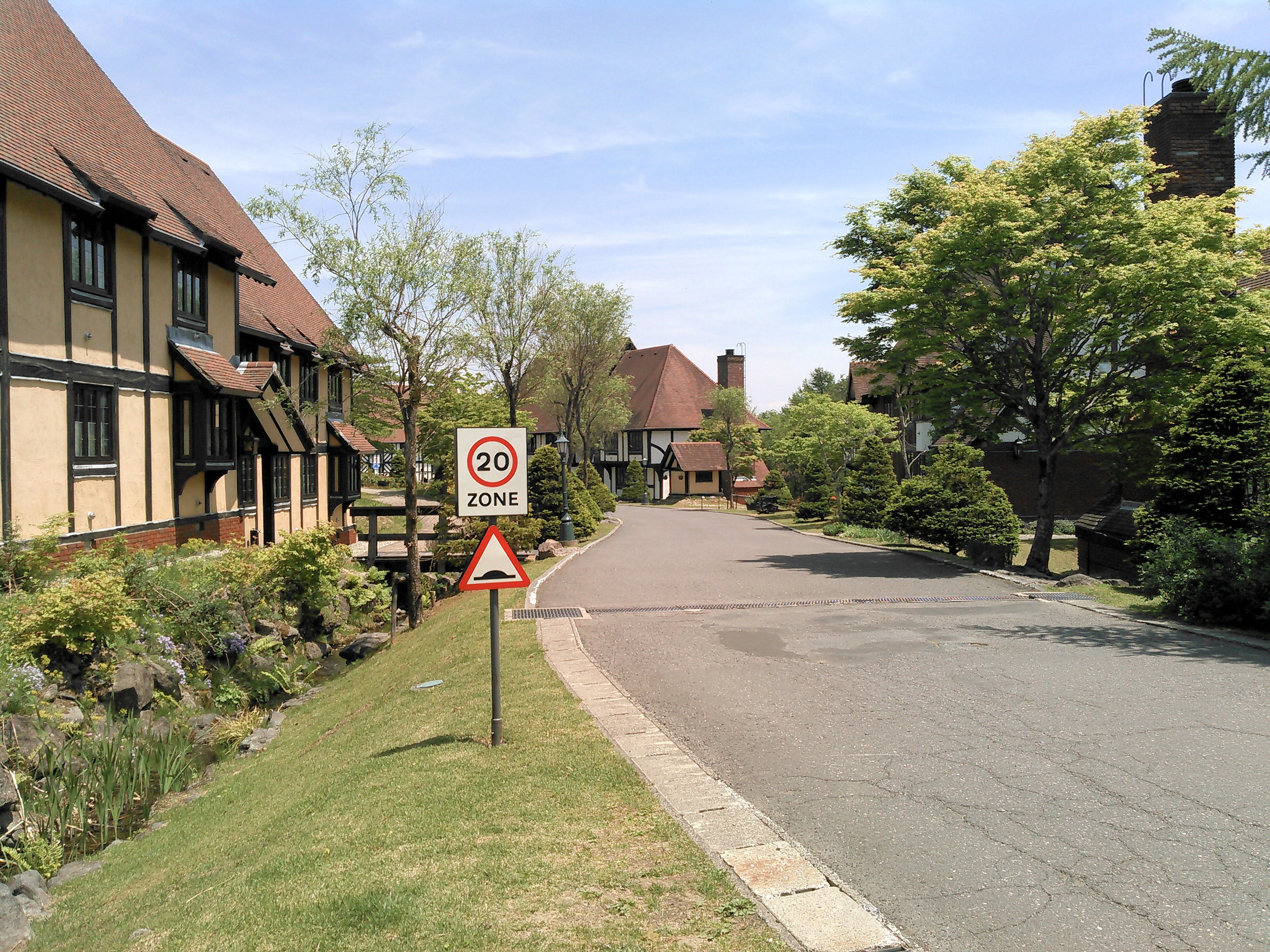
イギリスの街並みを再現した施設群

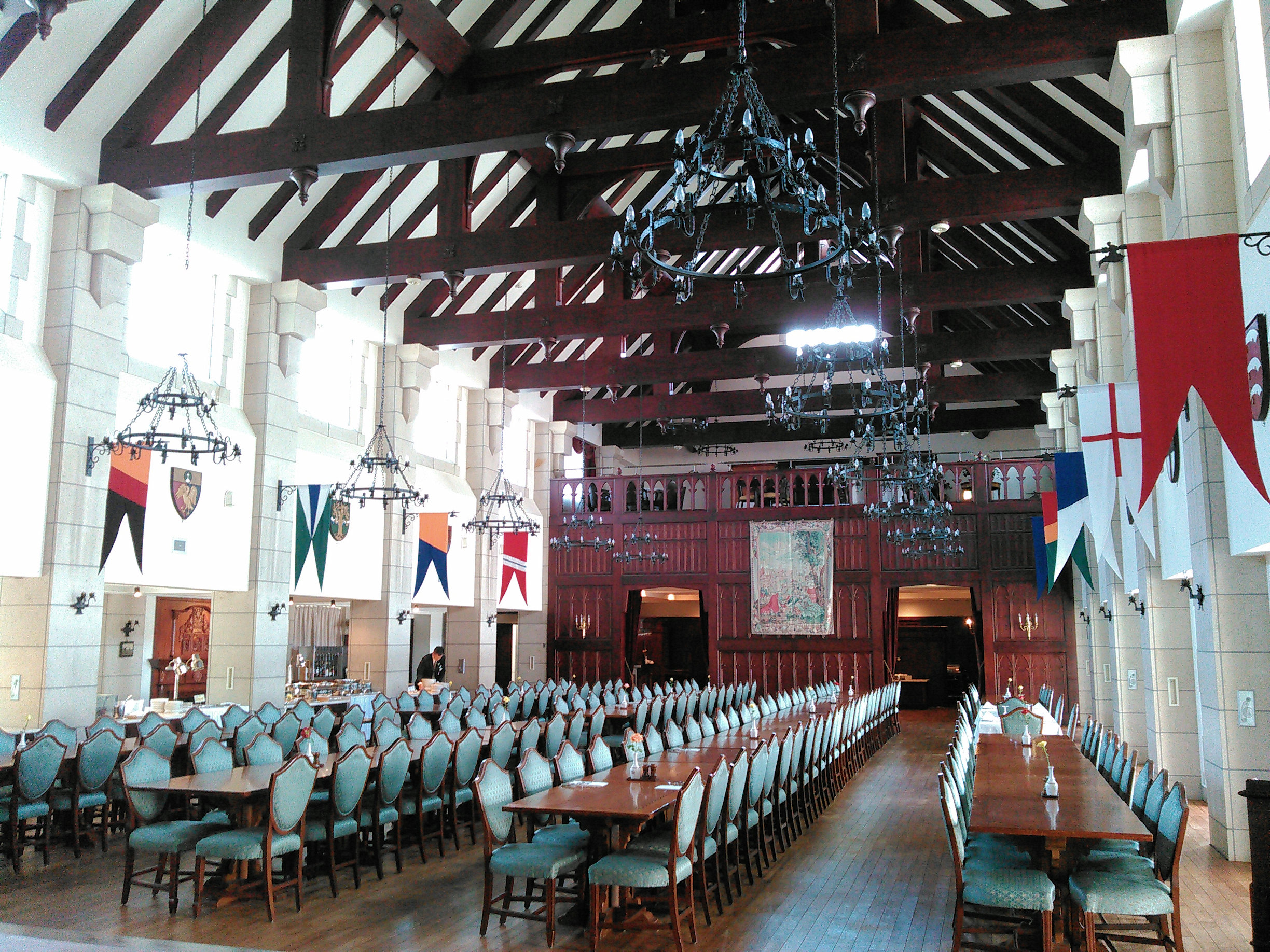
イギリスの学校等の形式の食堂

ブリティッシュヒルズ（英: British Hills）は、日本の福島県岩瀬郡天栄村にある語学研修施設、およびイギリスをテーマとしたテーマパークである。

## 概要
神田外語大学を経営する学校法人佐野学園が羽鳥湖高原に建設した語学やイギリス文化の学習を目的とした施設。約24万m2の敷地内は建物のみならず、看板や道路標識なども含めてイギリスの街並みが再現されている。
施設内では英語の語学研修やカルチャー教室などが行なわれており、語学研修者は敷地内の全ての施設が英語で利用可能。また、リゾート施設としても利用されており、宿泊施設やレストラン、売店のみの利用も可能。
2019年7月には新施設としてボールルームとギフトショップが加わった。

## 主な施設
- マナーハウス
  - 地域の領主の館を再現した建物、建物内のツアーあり（英語と日本語のいずれかが選択可能）
- ゲストハウス
  - 12世紀から18世紀の英国の民家を再現
- バラック
  - 中世の城をモデルにした建物
- アスコットティールーム
  - 昼は常時20種類の紅茶やスイーツなど、夜は英国家庭料理を扱うティールーム
- フォルスタッフパブ
  - 15世紀から16世紀の居酒屋兼宿を改装、イギリス料理や常時10種類以上のビールなどを扱う
- スヌーカールーム
- テニスコート
- ガーデンゴルフ場

## ロケやイベントでの利用
- タクミくんシリーズ (映画)
- 花より男子[3]

## アクセス
- 東北新幹線新白河駅から送迎バス（要予約）
- 東北自動車道須賀川ICから国道118号経由で車で約50分